# (3461) Mandelshtam
(3461) Mandelshtam ist ein Asteroid des Hauptgürtels, der am 18. September 1977 vom russischen Astronomen Nikolai Stepanowitsch Tschernych am Krim-Observatorium in Nautschnyj (IAU-Code 095) entdeckt wurde.
Der Asteroid wurde nach dem russischen Dichter Ossip Emiljewitsch Mandelstam (1891–1938) benannt, einem Mitglied der Literatengruppe der Akmeisten.